# Нонсоа, Анжель
Анжель Нонсоа (фр. Angèle Gnonsoa, род. 1940) — ивуарийский учёный и политик. Она была министром окружающей среды с 2003 по 2005 год и министром профессионального образования во время политического кризиса в Кот-д’Ивуаре 2010–2011 годов. 

## Биография
Анжель Нонсоа получила образование антрополога, училась во Франции. Будучи носительницей языка ве, Нонсоа исследовала и преподавала устные традиции в Абиджанском университете. Она является экспертом по использованию масок на праздниках народа Ве.
Будучи профессором университета, Нонсоа работала с Франсисом Водье, пытаясь обеспечить многопартийную политику в Кот-д’Ивуаре. Она была одним из основателей Ивуарийской рабочей партии (PIT) в 1990 году. Она была вторым национальным секретарём PIT, а затем первым вице-президентом партии. С 2003 по 2005 год она занимала пост министра окружающей среды, представляя PIT в правительстве национального единства Седу Диарры после Первой гражданской войны в Кот-д’Ивуаре.
После первого тура президентских выборов в Кот-д’Ивуаре в октябре 2010 года Ивуарийская рабочая партия разделилась по поводу того, кого из двух лидеров поддержать. Нонсоа решительно выступала против Водье, который хотел поддержать правоцентристскую коалицию Алассана Уаттары. Нонсоа решила поддержать Лорана Гбагбо и после спорных выборов вошла в правительство Гбагбо под руководством Жильбера Н’Гбо Аке в качестве министра профессионального образования. После ареста Гбагбо в апреле 2011 года была арестована и Нонсоа. Хотя ей удалось сбежать из тюрьмы, ей пришлось покинуть Кот-д’Ивуар, и она прожила в качестве беженки в Гане восемь лет, пока она не вернулась в Кот-д’Ивуар в 2019 году.

## Труды
- (соавт. с Филиппом Оберле) Masques vivants de Côte d'Ivoire. Colmar, France: S.A.E.P., 1985.
- Le masque au cœur de la société wè. Abidjan: Frat Mat éditions, 2007.